# Apostolepis assimilis
Apostolepis assimilis, popularmente conhecida como falsa-coral. É uma serpente encontrada na América do Sul, sendo que no Brasil ela é bastante comum na  Mata Atlântica e no Cerrado. Ela não oferece perigo para seres humanos, pois é desprovida de presas aptas a inocular peçonha, exatamente por isso alimenta-se de invertebrados e pequenos répteis. Apresenta coloração parecida com a coral verdadeira, assim como as espécies Erythrolamprus aesculapii, Lampropeltis triangulum, Oxyrhopus guibei, Oxyrhopus trigeminus, etc.

## Taxonomia
Apostolepis é reconhecido como um dos grupos taxonomicamente mais problemáticos de Dipsadidae, principalmente por causa de descrições de espécies com informações insuficientes, por vezes baseadas em variações intraespecíficas e em indivíduos anômalos. Mais de 50 táxons nominais são relacionados a Apostolepis, dos quais 21 foram descritos nos últimos 30 anos e 35 baseados apenas no holótipo; vários já sinonimizados a espécies descritas anteriormente. Por causa dos hábitos de vida as espécies do gênero não são abundantemente encontradas, fazendo com que muitas espécies ainda sejam minimamente conhecidas e outras conhecidas apenas pelo holótipo. Combinando todos esses fatores, foram gerados muitos equívocos na identificação das espécies, contribuindo para uma sucessão massiva de controvérsias taxonômicas e resultando no insatisfatório entendimento da evolução, ecologia e história natural das espécies do grupo.

## Evolução
Uma suposição filogenética atual é de que a proeminência rostral evoluiu independentemente em várias linhagens da antiga classificação no gênero Elapomorphini. No entanto, ainda é necessário um melhor entendimento das relações filogenéticas, além de informações detalhadas sobre morfometria e ecologia (incluindo descrições detalhadas do uso de microhabitat) para interpretações confiáveis do possível significado filogenético e valor adaptativo de uma escala rostral aumentada nos grupos Phalotris e Apostolepis.

## Distribuição
Sua distribuição se dá nos cerrados brasileiros e também na mata atlântica, sendo suas principais localidades: Goiás, Minas Gerais e Mato grosso. Também há ocorrência na América Latina como Argentina e Paraguai. É encontrada no Nordeste, Centro Oeste, Sudeste e no Sul brasileiro em localidades também como Bahia, São Paulo, Paraná e Mato Grosso do Sul. Esta espécie é típica do domínio morfoclimático Cerrado, ocorrendo também em áreas florestais próximas.

## Uso de hábitat
Apresenta hábitos fossoriais ou subterrâneos, possui maior atividade no período noturno. É um habitante de áreas de vegetação aberta da Mata Atlântica e do Cerrado, também considerada uma espécie urbana (Pereira et al., 2004). Esta espécie foi encontrada a 170 metros do nível do mar, em Cuiabá, Mato Grosso e no máximo a 1610 metros do nível do mar em Campos do Jordão, SP (Bérnils, 2009). Na Caatinga, habita gramas e herbáceas em solos arenosos ou matas fechadas. Se alimenta de vertebrados alongados (Ferrarezzi et al., 2005, Marques et al. 2015).

## Descrição
Espécies de tamanho pequeno, escudos internos ausentes; corpo quase uniformemente vermelho, com cauda preta. Anel preto cervical com menos de 9 escamas de largura. Região mental e gular fortemente manchadas de preto.

### Morfológica
Mancha clara supralabial longa, trapezoidal, ocupando várias labiais. 4 infralabiais contatam as mentoneanas anteriores.
Nasal separado do pré-ocular; quinta escala supralabial apenas em contato com o parietal; temporal 0 + 1; blindagem terminal apontada para uma borda acentuada; grande mancha interna cobrindo o focinho e atingindo o escudo frontal; colares nucho-cervicais brancos e pretos moderados a extremamente amplos e nitidamente evidentes; padrão dorsal uniformemente vermelho (sem nenhum traço de listras escuras); superfície ventral branca, exceto a região da garganta , que é pigmentada escura (com manchas pretas) e principalmente preta; blindagem terminal preta, indiferenciada da coloração da ponta da cauda. A glândula de Duvernoy desenvolveu-se moderadamente; glândula hardian bem desenvolvida, atingindo a região temporal, músculos adutores da mandíbula moderadamente desenvolvidos, atingindo a superfície dorsal do cérebro.
Rostral curto e arredondado, sem destaque; pouco visível de cima; ventrais 236-267 nos machos, 246-270 nas fêmeas; subcaudais 31-39 nos machos, 25-31 nas fêmeas, creme leve para manchas no focinho; mancha supralabial branca geralmente cobrindo pelo menos dois supralabiais; uma única cor nucal branca, de 2 a 3 escalas, é seguida por uma cor cervical preta 3-4, restrita dorsalmente.

## Comportamento
Em dezembro, um adulto foi visto às 07h30 movendo-se em uma área aberta. O registro ocorreu em Aiuruoca-MG, próximo ao Parque Estadual da Serra do Papagaio (Menezes, 2017). Nenhum comportamento defensivo foi observado para esta espécie.

## Ecologia

### Dieta
A espécie caça pequenos anfíbios, serpentes escolecofidianas, anfisbenídeos e répteis fossoriais e outros vertebrados alongados  (Ferrarezzi, 1993; Marques et al.).

### Reprodução
A espécie é ovípara. Barbo (2008) menciona duas fêmeas com quatro e seis folículos vitelogênicos, em novembro e março, de 12 e 30,9 mm, respectivamente.

### Predação
Barbo et al. (2011) verificou a presença de Liotyphlops beui (Amaral, 1924) no estômago de dois indivíduos de A. assimilis.

## Conservação
Até o momento, não há norma reguladora da conservação da espécie. Duas espécies do gênero são reguladas pela Portaria nº 293, de 9 de abril de 2018. A espécie é classificada como Pouco Preocupante ou Least Concern, em inglês (LC), pelo Instituto Chico Mendes de Conservação da Biodiversidade. Espécies abundantes e amplamente distribuídas são incluídas nesta categoria.